# Machaerium aureiflorum
Machaerium aureiflorum là một loài thực vật có hoa trong họ Đậu. Loài này được Ducke miêu tả khoa học đầu tiên.